# Jacques Pennewaert
Jacques Pennewaert, född 11 mars 1940, död 16 juli 2016, var en friidrottare från Belgien. Han deltog vid olympiska sommarspelen 1964 och olympiska sommarspelen 1968.